# Megaderus
Megaderus is een kevergeslacht uit de familie van de boktorren (Cerambycidae). De wetenschappelijke naam van het geslacht werd voor het eerst geldig gepubliceerd in 1821 door Dejean.

## Soorten
Megaderus omvat de volgende soorten:
- Megaderus bifasciatus Dupont, 1836
- Megaderus stigma (Linnaeus, 1758)